# YVTO

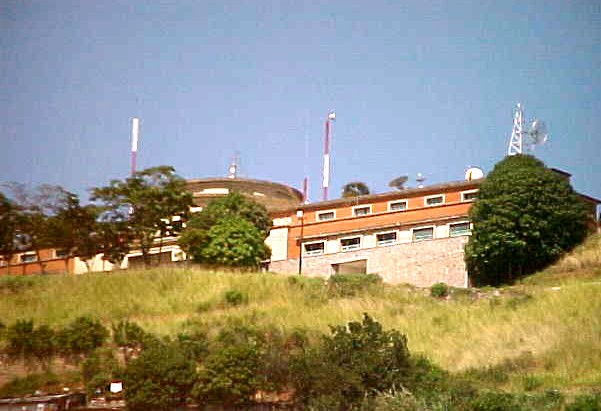
Observatorio Naval Cagigal

YVTO ist das Rufzeichen eines Zeitzeichensenders aus Venezuela. Er sendet auf der Kurzwellen-Frequenz 5 MHz und wird vom Observatorio Naval Cagigal betrieben.